# 佐藤秀樹 (理容師)
佐藤 秀樹（さとう ひでき、昭和48年（1973年）8月7日 - ）は、日本の理容師。山形県西田川郡温海町（現：鶴岡市）出身。

## 人物
ヘアーサロン『ヘアーリゾートクリップス』のオーナーで、東京都内に9店舗展開している。
2008年の『世界理美容選手権大会（シカゴ大会）』では、日本代表に選出されて団体金メダルを獲得。世界チャンピオンとなった。
全理連ナショナルチームトレーナー、CNC本部講師競技局長、東京都理容組合専任講師、中央理美容専門学校評議員なども務めている。

## 略歴
- 1973年、山形県西田川郡温海町鼠ヶ関（現・鶴岡市）に生れる。
- 1993年3月、中央理容専門学校（現・中央理美容専門学校）卒業
- 1998年6月、『東京都理容競技大会』第一部世界大会種目・優勝
  - 9月、第50回『全国理容競技大会』第一部世界大会種目・優勝・第50代日本チャンピオン
- 2001年5月、『ドイツ国際大会』クラシカルスタイル・金メダル
- 2003年10月、『パリ国際大会』総合金メダル
- 2004年11月、『世界理美容選手権大会（ミラノ大会）』クリエイティブスタイルカラー部門・金メダル・世界チャンピオン
- 2007年2月、『ノルウェーカップオープン2007』総合金メダル
  - 5月、『ドイツカップファイナル2007』総合金メダル
  - 9月、『パリ国際理美容選手権大会2007』総合金メダル
- 2008年3月、『世界理美容選手権大会（シカゴ大会）』団体金メダル・世界チャンピオン
  - 12月、全理連ナショナルチームトレーナー就任
- 2009年1月15日、東京都知事賞受賞
  - 10月、『パリカップオープン2009』 クラシカルスタイル金メダル
- 2010年2月、『ヨーロッパカップ2010』 クリエイティブスタイル金メダル、ルトレンドカットスタイル金メダル、ファッション部門総合金メダル
  - 11月6日～11月8日、『ヘア・ワールド2010パリ』日本代表　個人・世界チャンピオン